# Ministr obrany Austrálie
Australským ministrem obrany (Minister for Defence) je od 1. června 2022 Richard Marles. Ministr se stará o svůj rezort prostřednictvím Australské obranné organizace (Australian Defence Organisation). Jedná se o organizaci australského vládního kabinetu, která sestává z Australských obranných sil (Australian Defence Force) a civilního Ministerstva obrany (Department of Defence). Ministerstvo obrany zahrnuje Obrannou vědeckou a technologickou skupinu (Defence Science and Technology Group) a Obrannou strategickou politiku a výzvědnou skupinu (Defence Strategic Policy and Intelligence Group). Australské obranné síly zahrnují Australskou armádu (Australian Army), Australské královské námořnictvo (Royal Australian Navy) a Australské královské letectvo (Royal Australian Air Force).

## Ministři obrany
Během let zde byla řada ministrů s různými názvy pro funkci, kterou zastávali, se zodpovědností za obrannou politiku. V období od listopadu 1939 do dubna 1942 měla funkce označení „ministr obrany”.
V předchozích vládních kabinetech jsme se mohli setkat s následujícími funkcemi ministrů:
- letectva (Air)
- produkce letadel (Aircraft Production)
- armády (Army)
- obrany (Defence)
- obranné koordinace (Defence Coordination)
- obranného průmyslu (Defence Industry)
- obranného materiálu (Defence Materiel)
- obranného personálu (Defence Personnel)
- obranné vědy (Defence Science)
- obranné podpory (Defence Support)
- vývoje (Development)
- střeliva (Munitions)
- námořnictva (Navy)
- repatriace (Repatriation)
- námořní plavby (Shipping)
- zásobování (Supply)
- záležitostí veteránů (Veterans' Affairs)

## Seznam ministrů obrany
Kromě dvou krátkých period existovala pozice ministra obrany po celou dobu od 1. ledna 1901 do 13. listopadu 1939. Po vypuknutí druhé světové války tuto funkci zrušil předseda vlády Robert Menzies a vytvořil samostatné úřady ministra armády, ministra námořnictva a ministra letectva. Těmto třem ministrům bylo nadřízeno ministerstvo koordinace obrany, které vedl sám Menzies. Tuto funkci zastával až do konce svého funkčního období předsedy vlády a následně krátce v kabinetu Arthura Faddena. Stejné uspořádání zachoval i John Curtin, a to až do 21. září 1943, kdy sám převzal titul ministra obrany. Během svého druhého funkčního období pak Gough Whitlam zrušil 30. listopadu 1973 ministry námořnictva, armády a letectva. Mimo této éry existovalo samostatné ministerstvo námořnictva také v letech 1915 až 1921.
Seznam ministrů obrany:
| Pořadí | Jméno               | Fotografie | Strana             | Strana                   | Ministerský předseda | Od                 | Do                |
| ------ | ------------------- | ---------- | ------------------ | ------------------------ | -------------------- | ------------------ | ----------------- |
| 1      | James Dickson       |            |                    | Protektionisti           | Barton               | 1. ledna 1901      | 10. ledna 1901    |
| 2      | John Forrest        |            | Barton             | Protektionisti           | 17. ledna 1901       | 10. srpna 1903     |                   |
| 3      | James Drake         |            | Barton             | Protektionisti           | 10. srpna 1903       | 24. září 1903      |                   |
| 4      | Austin Chapman      |            | Deakin             | Protektionisti           | 24. září 1903        | 27. dubna 1904     |                   |
| 5      | Anderson Dawson     |            |                    | Labouristi               | Watson               | 27. dubna 1904     | 18. srpna 1904    |
| 6      | James McCay         |            |                    | Protektionisti           | Reid                 | 18. srpna 1904     | 5. července 1905  |
| 7      | Thomas Playford     |            | Deakin             | Protektionisti           | 5. července 1905     | 24. ledna 1907     |                   |
| 8      | Thomas Ewing        |            | Deakin             | Protektionisti           | 24. ledna 1907       | 13. listopadu 1908 |                   |
| 9      | George Pearce       |            |                    | Labouristi               | Fisher               | 13. listopadu 1908 | 2. června 1909    |
| 10     | Joseph Cook         |            |                    | Liberálové Commonwealthu | Deakin               | 2. června 1909     | 29. dubna 1910    |
| 11     | George Pearce       |            |                    | Labouristi               | Fisher               | 29. dubna 1910     | 24. června 1913   |
| 12     | Edward Millen       |            |                    | Liberálové Commonwealthu | Cook                 | 24. června 1913    | 17. září 1914     |
| 13     | George Pearce       |            |                    | Labouristi               | Fisher               | 17. září 1914      | 27. října 1915    |
| 13     | George Pearce       | Hughes     | 27. října 1915     | Labouristi               | 14. listopadu 1916   |                    |                   |
| 13     | George Pearce       | Hughes     |                    | Národní labouristi       | 14. listopadu 1916   | 13. června 1917    |                   |
| 13     | George Pearce       | Hughes     |                    | Nacionalisti             | 13. června 1917      | 21. prosince 1921  |                   |
| 14     | Walter Massy-Greene | Hughes     |                    | Nacionalisti             | 21. prosince 1921    | 9. února 1923      |                   |
| 15     | Eric Bowden         |            | Bruce              | Nacionalisti             | 9. února 1923        | 16. ledna 1925     |                   |
| 16     | Neville Howse       |            | Bruce              | Nacionalisti             | 16. ledna 1925       | 2. dubna 1927      |                   |
| 17     | William Glasgow     |            | Bruce              | Nacionalisti             | 2. dubna 1927        | 22. října 1929     |                   |
| 18     | Albert Green        |            |                    | Labouristi               | Scullin              | 22. října 1929     | 4. února 1931     |
| 19     | John Daly           |            | 4. února 1931      | Labouristi               | Scullin              | 3. března 1931     |                   |
| 20     | Ben Chifley         |            | 3. března 1931     | Labouristi               | Scullin              | 6. ledna 1932      |                   |
| 21     | George Pearce       |            |                    | Sjednocená Austrálie     | Lyons                | 6. ledna 1932      | 12. října 1934    |
| 22     | Archdale Parkhill   |            | 12. října 1934     | Sjednocená Austrálie     | Lyons                | 20. listopadu 1937 |                   |
| 23     | Joseph Lyons        |            | 20. listopadu 1937 | Sjednocená Austrálie     | Lyons                | 29. listopadu 1937 |                   |
| 24     | Harold Thorby       |            |                    | Národní strana           | Lyons                | 29. listopadu 1937 | 7. listopadu 1938 |
| 25     | Geoffrey Street     |            |                    | Sjednocená Austrálie     | Lyons                | 7. listopadu 1938  | 7. dubna 1939     |
| 25     | Geoffrey Street     | Page       | 7. dubna 1939      | Sjednocená Austrálie     | 26. dubna 1939       |                    |                   |
| 25     | Geoffrey Street     | Menzies    | 26. dubna 1939     | Sjednocená Austrálie     | 13. listopadu 1939   |                    |                   |
| 26     | Robert Menzies      | Menzies    |                    | Sjednocená Austrálie     | 13. listopadu 1939   | 29. srpna 1941     |                   |
| 26     | Robert Menzies      | Fadden     | 29. srpna 1941     | Sjednocená Austrálie     | 7. října 1941        |                    |                   |
| 27     | John Curtin         |            |                    | Labouristi               | Curtin               | 7. října 1941      | 6. července 1945  |
| 28     | Jack Beasley        |            | Forde              | Labouristi               | 6. července 1945     | 13. července 1945  |                   |
| 28     | Jack Beasley        | Chifley    | 13. července 1945  | Labouristi               | 14. srpna 1946       |                    |                   |
| 29     | Frank Forde         | Chifley    |                    | Labouristi               | 15. srpna 1946       | 1. listopadu 1946  |                   |
| 30     | John Dedman         | Chifley    |                    | Labouristi               | 1. listopadu 1946    | 19. prosince 1949  |                   |
| 31     | Eric Harrison       |            |                    | Liberálové               | Menzies              | 19. prosince 1949  | 24. října 1950    |
| 32     | Philip McBride      |            | 24. října 1950     | Liberálové               | Menzies              | 10. prosince 1958  |                   |
| 33     | Athol Townley       |            | 10. prosince 1958  | Liberálové               | Menzies              | 18. prosince 1963  |                   |
| 34     | Paul Hasluck        |            | 18. prosince 1963  | Liberálové               | Menzies              | 24. dubna 1964     |                   |
| 35     | Shane Paltridge     |            | 24. dubna 1964     | Liberálové               | Menzies              | 19. ledna 1966     |                   |
| 36     | Allen Fairhall      |            | Holt               | Liberálové               | 26. ledna 1966       | 12. prosince 1967  |                   |
| 36     | Allen Fairhall      | McEwen     | 12. prosince 1967  | Liberálové               | 10. ledna 1968       |                    |                   |
| 36     | Allen Fairhall      | Gorton     | 10. ledna 1968     | Liberálové               | 12. listopadu 1969   |                    |                   |
| 37     | Malcolm Fraser      | Gorton     |                    | Liberálové               | 12. listopadu 1969   | 8. března 1971     |                   |
| 38     | John Gorton         |            | McMahon            | Liberálové               | 19. března 1971      | 13. srpna 1971     |                   |
| 39     | David Fairbairn     |            | McMahon            | Liberálové               | 13. srpna 1971       | 5. prosince 1972   |                   |
| 40     | Lance Barnard       |            |                    | Labouristi               | Whitlam              | 5. prosince 1972   | 6. června 1975    |
| 41     | Bill Morrison       |            | 6. června 1975     | Labouristi               | Whitlam              | 11. listopadu 1975 |                   |
| 42     | James Killen        |            |                    | Liberálové               | Fraser               | 12. listopadu 1975 | 7. května 1982    |
| 43     | Ian Sinclair        |            |                    | Národní strana           | Fraser               | 7. května 1982     | 11. března 1983   |
| 44     | Gordon Scholes      |            |                    | Labouristi               | Hawke                | 11. března 1983    | 13. prosince 1984 |
| 45     | Kim Beazley         |            | 13. prosince 1984  | Labouristi               | Hawke                | 4. dubna 1990      |                   |
| 46     | Robert Ray          |            | 4. dubna 1990      | Labouristi               | Hawke                | 20. prosince 1991  |                   |
| 46     | Robert Ray          | Keating    | 20. prosince 1991  | Labouristi               | 11. března 1996      |                    |                   |
| 47     | Ian McLachlan       |            |                    | Liberálové               | Howard               | 11. března 1996    | 21. října 1998    |
| 48     | John Moore          |            | 21. října 1998     | Liberálové               | Howard               | 30. ledna 2001     |                   |
| 49     | Peter Reith         |            | 30. ledna 2001     | Liberálové               | Howard               | 26. listopadu 2001 |                   |
| 50     | Robert Hill         |            | 26. listopadu 2001 | Liberálové               | Howard               | 20. ledna 2006     |                   |
| 51     | Brendan Nelson      |            | 20. ledna 2006     | Liberálové               | Howard               | 3. prosince 2007   |                   |
| 52     | Joel Fitzgibbon     |            |                    | Labouristi               | Rudd                 | 3. prosince 2007   | 9. června 2009    |
| 53     | John Faulkner       |            | 9. června 2009     | Labouristi               | Rudd                 | 24. června 2010    |                   |
| 53     | John Faulkner       | Gillardová | 24. června 2010    | Labouristi               | 14. září 2010        |                    |                   |
| 54     | Stephen Smith       | Gillardová |                    | Labouristi               | 14. září 2010        | 27. června 2013    |                   |
| 54     | Stephen Smith       | Rudd       | 27. června 2013    | Labouristi               | 18. září 2013        |                    |                   |
| 55     | David Johnston      |            |                    | Liberálové               | Abbott               | 18. září 2013      | 23. prosince 2014 |
| 56     | Kevin Andrews       |            | 23. prosince 2014  | Liberálové               | Abbott               | 15. září 2015      |                   |
| 56     | Kevin Andrews       | Turnbull   | 15. září 2015      | Liberálové               | 21. září 2015        |                    |                   |
| 57     | Marise Payneová     | Turnbull   |                    | Liberálové               | 21. září 2015        | 24. srpna 2018     |                   |
| 57     | Marise Payneová     | Morrison   | 24. srpna 2018     | Liberálové               | 28. srpna 2018       |                    |                   |
| 58     | Christopher Pyne    | Morrison   |                    | Liberálové               | 28. srpna 2018       | 11. dubna 2019     |                   |
| 59     | Linda Reynoldsová   | Morrison   |                    | Liberálové               | 29. května 2019      | 30. března 2021    |                   |
| 59     | Peter Dutton        | Morrison   |                    | Liberálové               | 30. března 2021      | 23. května 2022    |                   |
| 60     | Richard Marles      |            |                    | Labouristi               | Albanese             | 1. června 2023     | dosud             |